# Giovanni Hiwat
Giovanni Hiwat (Zwolle, 11 november 1993) is een Nederlands voetballer die bij voorkeur in de aanval speelt.

## Carrière
Hiwat debuteerde op 5 augustus 2011 voor FC Zwolle in de uitwedstrijd tegen FC Den Bosch. De wedstrijd werd met 2-2 gelijkgespeeld. Zijn eerste doelpunt in het betaalde voetbal maakte bij op 23 maart 2012 in de gewonnen thuiswedstrijd tegen AGOVV Apeldoorn. na vier seizoenen in de hoofdmacht van PEC Zwolle, waarvan een half jaar op huurbasis bij SC Cambuur, werd zijn contract niet verlengd. Hierna tekende hij op 3 juli 2014 een tweejarig contract bij Sparta. Die club liet in maart 2016 weten zijn aflopende contract niet te zullen verlengen. Tussen 2016 en 2018 kwam Hiwat uit voor Helmond Sport. In september 2018 sloot hij op amateurbasis aan bij Jong PEC Zwolle. In januari 2019 ondertekende hij een tweejarig contract bij Syrianska FC in Zweden. Na de degradatie uit de Superettan eind 2019 zat Hiwat een half jaar zonder club voor hij medio 2020 aansloot bij SteDoCo.

### Statistieken
| Seizoen                    | Club             | Land            | Competitie      | Competitie | Competitie | Beker | Beker | Internationaal | Internationaal | Overig | Overig | Totaal | Totaal |
| Seizoen                    | Club             | Land            | Competitie      | Wed.       | Dlp.       | Wed.  | Dlp.  | Wed.           | Dlp.           | Wed.   | Dlp.   | Wed.   | Dlp.   |
| -------------------------- | ---------------- | --------------- | --------------- | ---------- | ---------- | ----- | ----- | -------------- | -------------- | ------ | ------ | ------ | ------ |
| 2011/12                    | FC Zwolle        | Nederland       | Eerste divisie  | 10         | 1          | 1     | 0     | –              | –              | 0      | 0      | 11     | 1      |
| 2012/13                    | PEC Zwolle       | Nederland       | Eredivisie      | 0          | 0          | 1     | 0     | –              | –              | 0      | 0      | 1      | 0      |
| 2012/13                    | → SC Cambuur     | Nederland       | Eerste divisie  | 6          | 1          | 0     | 0     | –              | –              | 0      | 0      | 6      | 1      |
| 2013/14                    | PEC Zwolle       | Nederland       | Eredivisie      | 16         | 1          | 3     | 2     | –              | –              | 0      | 0      | 19     | 3      |
| 2014/15                    | Sparta Rotterdam | Nederland       | Eerste divisie  | 19         | 1          | 2     | 0     | –              | –              | 0      | 0      | 21     | 1      |
| 2015/16                    | Sparta Rotterdam | Nederland       | Eerste divisie  | 5          | 0          | 1     | 1     | –              | –              | 0      | 0      | 6      | 1      |
| 2016/17                    | Helmond Sport    | Nederland       | Eerste divisie  | 29         | 4          | 1     | 0     | –              | –              | 4      | 0      | 34     | 4      |
| 2017/18                    | Helmond Sport    | Nederland       | Eerste divisie  | 32         | 3          | 1     | 0     | –              | –              | 0      | 0      | 33     | 3      |
| 2018/19                    | PEC Zwolle       | Nederland       | Eredivisie      | 0          | 0          | 0     | 0     | –              | –              | 0      | 0      | 0      | 0      |
| 2019                       | Syrianska FC     | Zweden          | Superettan      | 8          | 0          | 0     | 0     | –              | –              | 0      | 0      | 8      | 0      |
| Carrière totaal            | Carrière totaal  | Carrière totaal | Carrière totaal | 125        | 11         | 10    | 3     | 0              | 0              | 4      | 0      | 139    | 14     |
| Bijgewerkt op 24 juli 2020 |                  |                 |                 |            |            |       |       |                |                |        |        |        |        |

## Erelijst

### PEC Zwolle
| Nationaal      |    |         |
| Jupiler League | 1x | 2011/12 |
| KNVB beker     | 1x | 2013/14 |

### SC Cambuur
| Nationaal      |    |         |
| Jupiler League | 1x | 2012/13 |

### Sparta Rotterdam
| Nationaal      |    |         |
| Jupiler League | 1x | 2015/16 |